# Sukob interesa
Sukob interesa je naziv za situacije u kojima pojedinac koji obavlja određenu javnu funkciju ili djelatnost dolazi u priliku da svojom odlukom ili drugim djelovanjem pogoduje sebi ili sebi bliskim osobama, društvenim skupinama i organizacijama, a nauštrb interesa javnosti ili osoba koje su mu dale povjerenje. "Sukob" se odnosi na sukob između osobnog interesa na jednoj i javnog interesa na drugoj strani. U civiliziranim državama se smatra kako u takvim slučajevima postoji preveliki rizik da će privatni interes prevagnuti nad javnim, odnosno da će doći do korupcije.
Kao osobe koje su u sukobu interesa se obično navode funkcionari izvršne vlasti ili državni službenici koji su u prilici da na razne načine (dodjelom koncesija, subvencija, ugovora o obavljanju javnih radova, izradom urbanističkih planova i sl.) pogoduju poduzećima čiji su vlasnici ili dioničari. S druge strane, sukob interesa je već ranije prepoznat kao mogući problem u sudstvu, pa tako prava mnogih država posjeduju odredbe koje priječe vođenje sudskih postupaka osobama koje se mogu smatrati ili su neposredno povezane sa strankama u sporu.
Razne države su stvorile razne mehanizme za sprečavanje sukoba interesa, ali se isto tako razvio i širokih raspon metoda za njihovo zaobilaženje.